# Доня-Брштаница
Доня-Брштаница (серб. Доња Брштаница / Donja Brštanica) — село в общине Вишеград Республики Сербской Боснии и Герцеговины. Население составляет 16 человек по переписи 2013 года.

## География
Располагается к северо-западу от Вишеграда на левом берегу реки Дрины.